# Pteris phuluangensis
Pteris phuluangensis là một loài dương xỉ trong họ Pteridaceae. Loài này được Tagawa & K.Iwats. mô tả khoa học đầu tiên năm 1968.
Danh pháp khoa học của loài này chưa được làm sáng tỏ. 